# Wendy Kay Wagner
Wendy Kay Wagner (ur. 31 października 1973 w Salt Lake City) – amerykańska biegaczka narciarska.
Uczestniczka igrzysk olimpijskich w Salt Lake City i Turynie.

## Osiągnięcia

### Igrzyska Olimpijskie
| Olimpiada           | Data           | Konkurencja                | Miejsce |
| ------------------- | -------------- | -------------------------- | ------- |
| Salt Lake City 2002 | 12 lutego 2002 | 10 km st. klasycznym       | 36      |
| Salt Lake City 2002 | 15 lutego 2002 | 2 × 5 km bieg łączony      | 48      |
| Salt Lake City 2002 | 21 lutego 2002 | Sztafeta 4 × 5 km          | 13      |
| Salt Lake City 2002 | 24 lutego 2002 | 30 km st. klasycznym       | 23      |
| Turyn 2006          | 14 lutego 2006 | Sprint drużynowy           | 10      |
| Turyn 2006          | 16 lutego 2006 | 10 km st. klasycznym       | 50      |
| Turyn 2006          | 18 lutego 2006 | Sztafeta 4 × 5 km          | 14      |
| Turyn 2006          | 22 lutego 2006 | Sprint 1,1 km st. dowolnym | 35      |

### Mistrzostwa świata
| Mistrzostwa        | Data           | Konkurencja                    | Miejsce |
| ------------------ | -------------- | ------------------------------ | ------- |
| Ramsau 1999        | 22 lutego 1999 | 5 km st. klasycznym            | 69      |
| Ramsau 1999        | 23 lutego 1999 | 10 km st. dowolnym (pościgowy) | 56      |
| Ramsau 1999        | 23 lutego 1999 | 30 km st. klasycznym           | 46      |
| Lahti 2001         | 15 lutego 2001 | 15 km st. klasycznym           | 29      |
| Lahti 2001         | 18 lutego 2001 | 2 × 5 km bieg łączony          | 47      |
| Lahti 2001         | 20 lutego 2001 | 10 km st. klasycznym           | 26      |
| Lahti 2001         | 21 lutego 2001 | Sprint 1 km st. dowolnym       | 44      |
| Lahti 2001         | 23 lutego 2001 | Sztafeta 4 × 5 km              | 12      |
| Val di Fiemme 2003 | 18 lutego 2003 | 15 km st. klasycznym           | 32      |
| Val di Fiemme 2003 | 20 lutego 2003 | 10 km st. klasycznym           | 38      |
| Val di Fiemme 2003 | 22 lutego 2003 | 2 × 5 km bieg łączony          | 44      |
| Val di Fiemme 2003 | 26 lutego 2003 | Sprint 1,5 km st. dowolnym     | 42      |
| Oberstdorf 2005    | 19 lutego 2005 | 2 × 7,5 km bieg łączony        | 50      |
| Oberstdorf 2005    | 21 lutego 2005 | Sztafeta 4 × 5 km              | 15      |
| Oberstdorf 2005    | 22 lutego 2005 | Sprint 0,9 km st. klasycznym   | 23      |
| Oberstdorf 2005    | 26 lutego 2005 | 30 km st. klasycznym           | 47      |

### Puchar Świata

#### Miejsca w klasyfikacji generalnej
| Sezon     | Miejsce     |
| --------- | ----------- |
| 2000/2001 | 94. miejsce |
| 2001/2002 | 75. miejsce |
| 2002/2003 | 85. miejsce |
| 2003/2004 | 80. miejsce |
| 2004/2005 | 96. miejsce |
| 2005/2006 | 84. miejsce |